# 鳩間港
鳩間港（はとまこう）は、沖縄県八重山郡竹富町の鳩間島にある地方港湾である。港湾管理者は沖縄県。統計法に基づく港湾調査規則では乙種港湾に分類されている。

## 概要
鳩間島の南側に位置する。石垣島の石垣港や西表島の上原港との間に旅客船（高速船）が就航しているほか、定期貨客船（フェリー）や地元の小型船もこの港を利用している。島外との交通手段が実質的に船舶に限られる鳩間島において、住民にとっては生活上必要不可欠な生活港湾であり、観光客にとっては唯一の玄関口である。また、鳩間島の周辺海域はダイビングスポットとなっており、石垣島や西表島等からのダイビング船が休憩のために訪れる。

## 沿革

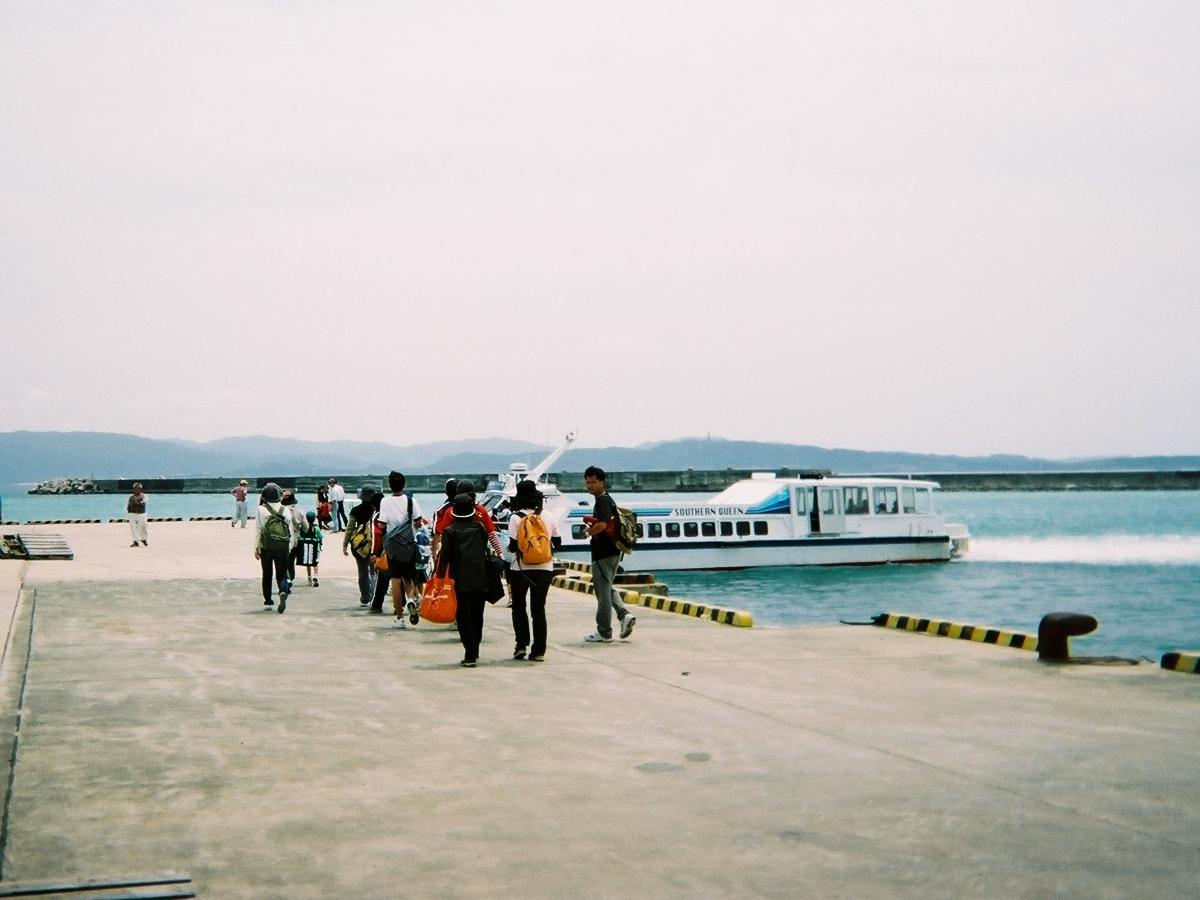
鳩間港（2004年）
旅客待合所や浮桟橋はまだない。

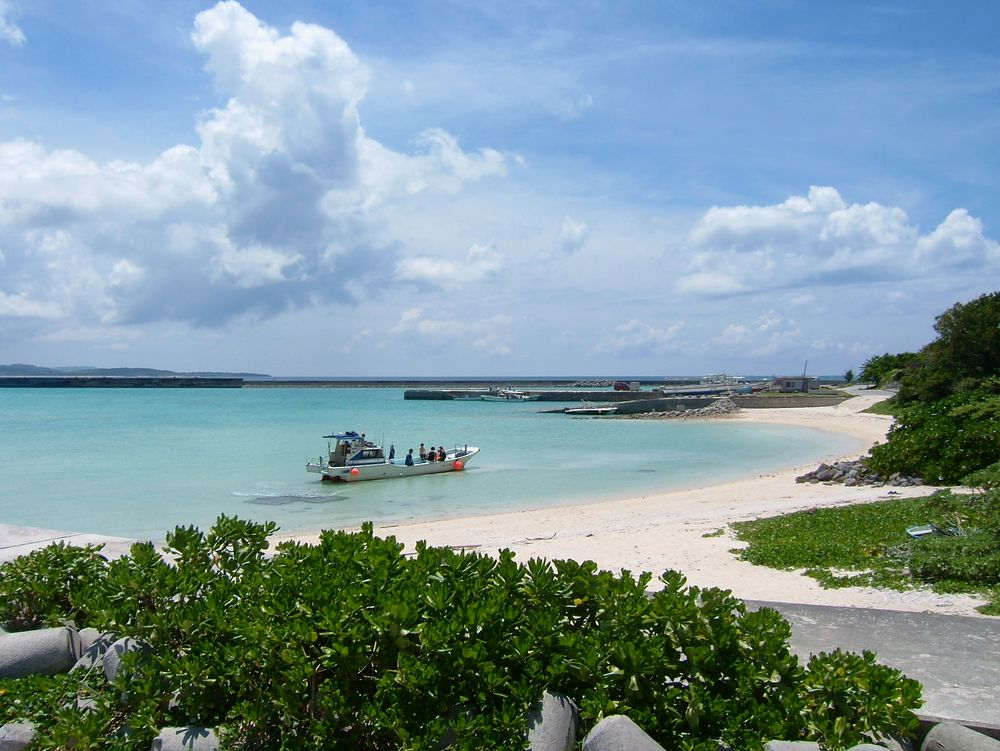
鳩間港（2008年）

- 1929年（昭和4年）12月 - 石垣島との間に定期船海徳丸が就航[6]。
- 1972年（昭和47年）5月15日 - 本土復帰に伴い地方港湾に指定[5]。
- 2006年（平成18年）4月 - 安栄観光の定期旅客船（高速船）が就航[7][注 1]。
- 2007年（平成19年）4月 - 八重山観光フェリーの定期旅客船（高速船）が就航。
- 2007年（平成19年）5月 - 石垣島ドリーム観光の貨客船（高速フェリー）が就航[8]。
- 2008年（平成20年）5月 - 旅客待合所「いとま浜ターミナル」の供用開始[9]。
- 2009年（平成21年）4月21日 - 鳩間港浮桟橋待合所落成セレモニー[9][10]。

## 施設
- 係留施設[2]

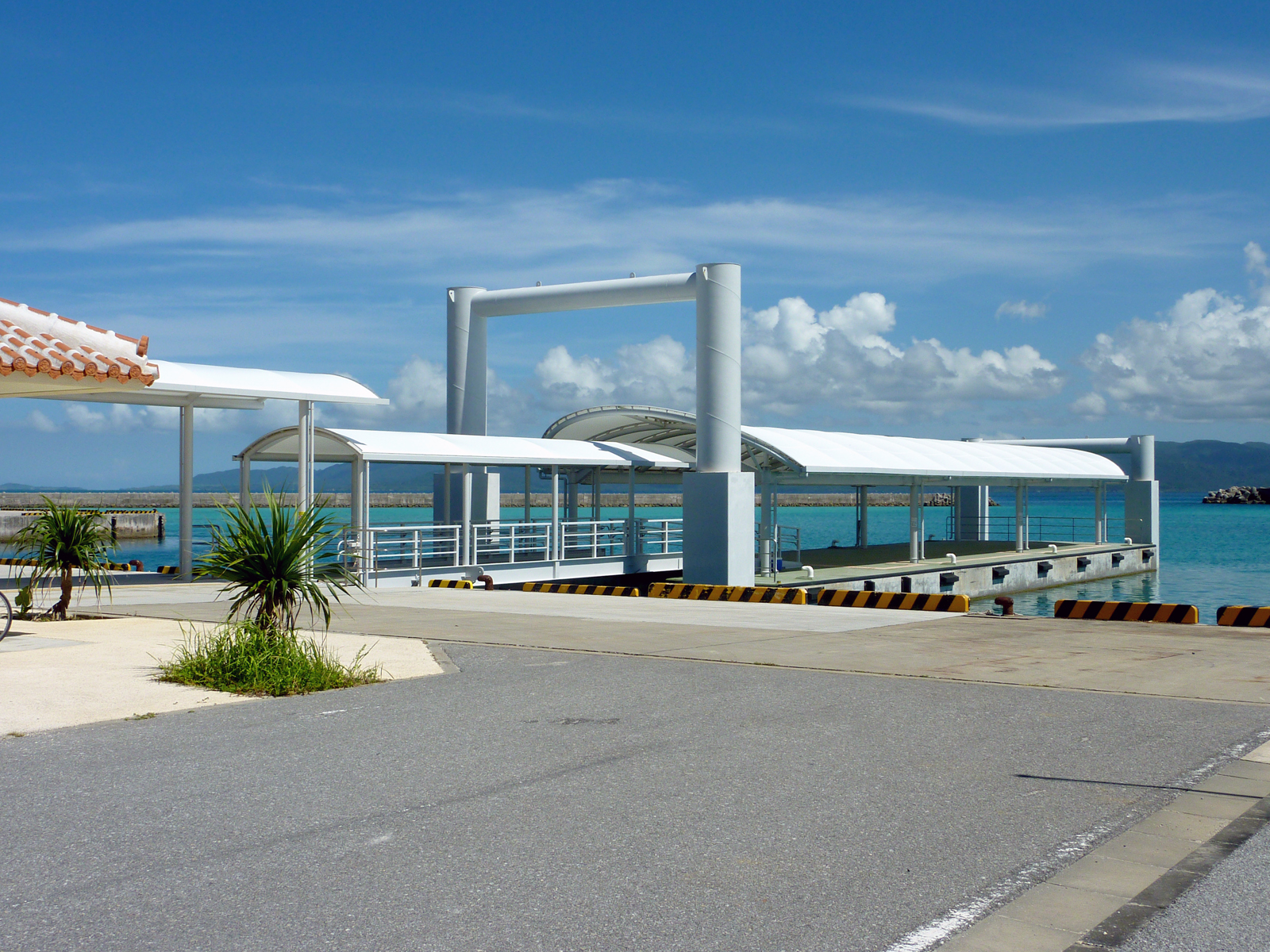
鳩間港浮桟橋（2010年）

  - 物揚場 (-3.5m) - 65m（最大対象船舶 200総トン）
  - 物揚場 (-3.0m) - 60m（最大対象船舶 100総トン）
  - 船揚場 - 60m
  - 浮桟橋 - 1基（全長35m、幅10m[9]）（最大対象船舶 74総トン）
- 旅客待合所「いとま浜ターミナル」 - 延床面積127m2[9]

## 定期航路
八重山観光フェリー、安栄観光の2社が、石垣島の石垣港（一部は西表島の上原港経由）との間で旅客船・貨客船の定期航路を運航している。
- 旅客船（高速船）
  - - （上原港） - 石垣港
- 貨客船（フェリー）
  - - （上原港） - 石垣港